# Bérci György
Bérci György, külföldön George Berci (Szeged, 1921. március 14. – Los Angeles, Kalifornia, 2024. augusztus 30.) nemzetközi hírű magyar származású amerikai sebész. Olyan laparoszkópos sebészeti műszereket fejlesztett ki, amelyek beépültek a ma használatos, minimálisan invazív sebészeti technikákba.

## Életpályája
Bleier Sándor (1895–?) és Rosensohn Ella (1899–1962) fiaként született, azonban egyéves korában szüleivel az osztrák fővárosba költözött. Apja a Bécsi Filharmonikus Zenekarban játszott, majd meghívást kapott a Bombay Szimfonikus Zenekarba, így édesanyja a nagyszülők segítségével nevelte a gyermeket. Hároméves korában kezdett hegedülni, melyben nagyapja (Rosensohn József) – aki egy katonazenekar karmestere volt – segítette. Általános és középiskolai tanulmányait Bécsben végezte. Az 1930-as évektől egyre több antiszemita megnyilvánulással találkozott.
Érettségi előtt egy évvel családjával visszaköltözött Magyarországra, azonban származása és magyar nyelvtudásának hiánya miatt sorra utasították el felvételi kérelmét a középiskolák. Végül a Pesti Izraelita Hitközség Gimnáziumába nyert felvételt. Az iskola mellett dolgoznia kellett, hogy tanításai költségeit előteremtse: olajat cserélt, autókat mosott és benzint tankolt. 1939-ben érettségi vizsgát tett és annak ellenére, hogy zenész szeretett volna lenni, édesanyja arra biztatta, hogy az orvosi hivatást válassza. A zsidótörvények miatt nem vették fel egyetemre, ezért műszerész tanonc lett és két évig műszerész-segédként dolgozott. Szerény körülmények között éltek Budapesten, nagybátyja támogatta az özvegyen maradt édesanyját, a nagyszülőket és a velük élő nagynénit.
1942 októberében behívták munkaszolgálatra és két évig egy Románia határához közel fekvő munkatáborban dolgoztatták. 1944 júniusa körül ötszáz társával együtt vonattal egy németországi koncentrációs tábor felé indították. A vonatuk megállt a Keleti pályaudvaron, ahol őreik egy bombatámadást jelző szirénát hallva elmenekültek, s kihasználva a figyelmetlenséget, többekkel megszökött. A második világháború végéig az ellenállásnak dolgozott; többek között Carl Lutz jóváhagyásával gyártotta és szállította a hamis születési igazolványokat és különféle engedélyeket. Nagyszüleit elvesztette a háború alatt, de édesanyja életben maradt.
1945-ben a Szegedi Tudományegyetem Orvostudományi Karára iratkozott be, ahol 1950-ben summa cum laude minősítéssel szerzett orvosi diplomát. Pályáját a szegedi I. számú Sebészeti Klinikán kezdte. Két évig gyakornokként dolgozott, majd 1953-tól 1956-ig a budapesti Szabolcs Utcai Kórház sebészetére került Littmann Imre professzor mellé. 1954-ben szakvizsgázott. Az 1956-os forradalmat követően anyjával és mostohaapjával, Breszlauer Ferenc kereskedővel Bécsbe menekült.

## Karrierje
A forradalom idején egyike volt annak a hat orvosnak, akiket a Rockefeller Alapítvány két éves ösztöndíjjal tüntetett ki. 1957 februárjában Ausztráliába utazott, és Melbourne-ben az egyetemi sebészeti klinikán Maurice Ewing professzor mellett kezdte el új pályafutását a kísérleti sebészet területén. 1959-ben előadóvá (lecturer) nevezték ki. 1962-ben kifejlesztette az első endoszkóppal használható miniatűr kamerát, ami hozzájárult a videó-endoszkópia fejlődéséhez. Ugyanebben az évben Egyesült Államokba utazott, ahol előbb Seattle-ben dolgozott a Washingtoni Egyetem Sebészeti Klinikáján, Harkins professzor mellett.
1967-ben meghívták Los Angelesbe, és csatlakozott a Cedars-Sinai Medical Center sebészeti osztályához mint docens. Három évvel később a sebészeti osztály igazgatójává nevezték ki. 1989-ben John Hunterrel (MD) országos sebészeti képzést indított annak biztosítása érdekében, hogy a sebészek helyesen hajtsák végre a technikákat.
1992-ben az Amerikai Sebészek Gasztrointesztinális – Endoszkópos Sebészeti Társaságának elnöke volt.
2012-ben nyitották meg Budapesten a „George Berci” Sebészeti Oktató és Kutató Laboratóriumot.
Több mint 200 kutatási cikket publikált, valamint tankönyveket és fejezeteket írt az endoszkópos sebészetről.

## Magánélete
Első felesége Cselikovits Irén védőnő volt, akit 1948. december 29-én Szegeden vett nőül. 1988 óta házastársa Barbara Weiss.

## Díjai, elismerései
2011-ben megkapta az Amerikai Sebészkollégium Jacobson Innovációs Díját az általa továbbfejlesztett endoszkópos és laparoszkópos technikák elismeréseként. Életéről 2012-ben film készült „George Berci: Trials, Triumphs, Innovations” címmel. A Sebészek Gasztrointesztinális – Endoszkópos Sebészeti Társasága a tiszteletére hozta létre a George Berci Endoszkópos Sebészeti Életműdíjat.
2012-ben a Semmelweis Egyetem munkássága elismeréseként „Doctor Honoris Causa” címmel ruházta fel, a Magyar Sebész Társaság tiszteleti tagjává választotta.
2021 márciusában megünnepelték 100. születésnapját.

## Származása
| Bérci György (szül. nevén Bleier György) (Szeged, 1921. márc. 14.– Los Angeles, 2024. aug. 30.) | Apja: Bleier Sándor (Szeged, 1895. jan. 15.–?)                             | Apai nagyapja: Bleier Izrael Sámuel (Pest, 1845. okt. 29.–?) szobafestő, szatócs                                     | Apai nagyapai dédapja: Bleier Lipót                                                       |
| Bérci György (szül. nevén Bleier György) (Szeged, 1921. márc. 14.– Los Angeles, 2024. aug. 30.) | Apja: Bleier Sándor (Szeged, 1895. jan. 15.–?)                             | Apai nagyapja: Bleier Izrael Sámuel (Pest, 1845. okt. 29.–?) szobafestő, szatócs                                     | Apai nagyapai dédanyja: Kohn Eliz                                                         |
| Bérci György (szül. nevén Bleier György) (Szeged, 1921. márc. 14.– Los Angeles, 2024. aug. 30.) | Apja: Bleier Sándor (Szeged, 1895. jan. 15.–?)                             | Apai nagyanyja: Brünauer Mária (Szeged, 1856. márc. 5.–?)                                                            | Apai nagyanyai dédapja: Brünauer Jakab (Emőd, 1826– Szeged, 1904. szept. 25.) szűcsmester |
| Bérci György (szül. nevén Bleier György) (Szeged, 1921. márc. 14.– Los Angeles, 2024. aug. 30.) | Apja: Bleier Sándor (Szeged, 1895. jan. 15.–?)                             | Apai nagyanyja: Brünauer Mária (Szeged, 1856. márc. 5.–?)                                                            | Apai nagyanyai dédanyja: Ausländer Róza                                                   |
| Bérci György (szül. nevén Bleier György) (Szeged, 1921. márc. 14.– Los Angeles, 2024. aug. 30.) | Anyja: Rosensohn Ella (Szeged, 1899. jún. 24.– Ausztrália, 1962. jún. 18.) | Anyai nagyapja: Rosensohn József (Battonya, 1871. jan. 12.– Budapest, 1943. febr. 25.) katonazenész, főtörzsőrmester | Anyai nagyapai dédapja: Rosensohn Jakab                                                   |
| Bérci György (szül. nevén Bleier György) (Szeged, 1921. márc. 14.– Los Angeles, 2024. aug. 30.) | Anyja: Rosensohn Ella (Szeged, 1899. jún. 24.– Ausztrália, 1962. jún. 18.) | Anyai nagyapja: Rosensohn József (Battonya, 1871. jan. 12.– Budapest, 1943. febr. 25.) katonazenész, főtörzsőrmester | Anyai nagyapai dédanyja: Kohn Anna                                                        |
| Bérci György (szül. nevén Bleier György) (Szeged, 1921. márc. 14.– Los Angeles, 2024. aug. 30.) | Anyja: Rosensohn Ella (Szeged, 1899. jún. 24.– Ausztrália, 1962. jún. 18.) | Anyai nagyanyja: Weisz Júlia (Szeged, 1874. júl. 22.– 1944) női ruha varrónő                                         | Anyai nagyanyai dédapja: Weisz Albert férfiszabómester                                    |
| Bérci György (szül. nevén Bleier György) (Szeged, 1921. márc. 14.– Los Angeles, 2024. aug. 30.) | Anyja: Rosensohn Ella (Szeged, 1899. jún. 24.– Ausztrália, 1962. jún. 18.) | Anyai nagyanyja: Weisz Júlia (Szeged, 1874. júl. 22.– 1944) női ruha varrónő                                         | Anyai nagyanyai dédanyja: Pollák Rozália fehérnemű varrónő                                |

## Fordítás
- Ez a szócikk részben vagy egészben  a   George Berci című angol Wikipédia-szócikk ezen változatának fordításán alapul.  Az eredeti cikk szerkesztőit annak laptörténete sorolja fel. Ez a jelzés csupán a megfogalmazás eredetét és a szerzői jogokat jelzi, nem szolgál a cikkben szereplő információk forrásmegjelöléseként.